# Сборная Испании по теннису в Кубке Билли Джин Кинг
Сборная Испании по теннису в Кубке Федерации — официальный представитель Испании в Кубке Федерации. Руководящий состав сборной определяется Испанской Королевской Федерацией Тенниса.
Капитаном команды является Анабель Медина Гарригес.
В настоящее время команда участвует в турнире  Мировой группы.
Национальные цвета — красный верх и белый низ.

## История выступлений
Сборная дебютировала в турнире в 1972 году. Из этих 44 лет 40 команда находится в Мировой группе (последний вылет — в 2014 году, последнее возвращение — в 2013 году). За это время сыграны 126 матчевых встреч (76 побед).
Аранча Санчес Викарио является рекордсменкой кубка по общему числу побед (72) и побед в одиночных матчах (50).
Дуэт Санчес Викарио / Мартинес является самым успешным парным сочетанием в истории турнира — на их счету 18 выигранных игр.

## Рекордсмены команды
| Максимальное общее число побед               | 72-28 | Аранта Санчес-Викарио                    |
| Максимальное число побед в одиночных матчах  | 50-22 | Аранта Санчес-Викарио                    |
| Максимальное число побед в парных матчах     | 22-6  | Аранта Санчес-Викарио                    |
| Лучшая пара                                  | 18-3  | Аранта Санчес-Викарио / Кончита Мартинес |
| Наибольшее число участий в матчевых встречах | 58    | Аранта Санчес-Викарио                    |
| Наибольшее число лет в турнире               | 16    | Аранта Санчес-Викарио                    |

## Последние 3 матча сборной
| Год  | Стадия                     | Место (покрытие)               | Соперник  | Участвовавшие игроки                                                                  | Счёт |
| ---- | -------------------------- | ------------------------------ | --------- | ------------------------------------------------------------------------------------- | ---- |
| 2015 | Плей-офф Мировой группы II | Буэнос-Айрес, Аргентина, грунт | Аргентина | Сара Соррибес Тормо Лара Арруабаррена Алёна Большова-Задойнов Анабель Медина Гарригес | 4-0  |
| 2015 | Мировая группа II          | Галац, Румыния, хард(i)        | Румыния   | Сильвия Солер-Эспиноса Гарбинье Мугуруса Анабель Медина Гарригес                      | 2-3  |
| 2014 | Плей-офф Мировой группы    | Барселона, Испания, грунт      | Польша    | Сильвия Солер-Эспиноса Мария-Тереса Торро-Флор Анабель Медина Гарригес                | 2-3  |

## Финалы (11)
| №  | Год  | Место (покрытие)           | Состав в финале                                                                     | Соперник в финале | Счёт |
| 1. | 1991 | Ноттингем, Великобритания  | Аранча Санчес Викарио Кончита Мартинес                                              | США               | 2-1  |
| 2. | 1993 | Франкфурт, Германия, грунт | Аранча Санчес Викарио Кончита Мартинес                                              | Австралия         | 3-0  |
| 3. | 1994 | Франкфурт, Германия, грунт | Аранча Санчес Викарио Кончита Мартинес                                              | США               | 3-0  |
| 4. | 1995 | Валенсия, Испания, грунт   | Аранча Санчес Викарио Кончита Мартинес Вирхиния Руано Паскуаль Мария Санчес Лоренсо | США               | 3-2  |
| 5. | 1998 | Женева, Швейцария, хард(i) | Аранча Санчес Викарио Кончита Мартинес                                              | Швейцария         | 3-2  |

| №  | Год  | Место (покрытие)               | Состав в финале                                                                 | Соперник в финале | Счёт |
| 1. | 1989 | Токио, Япония, хард            | Аранча Санчес Викарио Кончита Мартинес                                          | США               | 0-3  |
| 2. | 1992 | Франкфурт, Германия, грунт     | Аранча Санчес Викарио Кончита Мартинес                                          | Германия          | 1-2  |
| 3. | 1996 | Атлантик-Сити, США, ковёр(i)   | Аранча Санчес Викарио Кончита Мартинес Гала Леон Гарсия Вирхиния Руано Паскуаль | США               | 0-5  |
| 4. | 2000 | Лас-Вегас, США, ковёр(i)       | Аранча Санчес Викарио Кончита Мартинес Маги Серна Вирхиния Руано Паскуаль       | США               | 0-5  |
| 5. | 2002 | Гран-Канария, Испания, хард(i) | Аранча Санчес Викарио Кончита Мартинес Маги Серна                               | Словакия          | 1-3  |
| 6. | 2008 | Мадрид, Испания, грунт         | Анабель Медина Гарригес Карла Суарес Наварро Нурия Льягостера Вивес             | Россия            | 0-4  |